# Гегель, Константин
Константин Гегель (пол. Konstanty Hegel); 18 февраля 1799, Варшава — 20 июля 1876, Варшава) — польско-российский скульптор и педагог.
Родился в семье скульпторов, приехавших из Австрии и поселившихся в Варшаве примерно в середине XVIII века. Скульпторами были его отец Антоний Гегель и дед Юзеф Гегель. Учился в Варшавском лицее, который окончил в 1819 году. В 1819—1823 годах учился на факультете изящных искусств Варшавского королевского университета под руководством Павла Малинского, Антония Бродовского и Антония Бланка. Осенью 1823 года уехал в Рим, где продолжил обучение в Академии св. Луки и Французской академии в 1823—1827 и 1829—1830 годах. Перерыв в учёбе в 1827—1829 годах был вызван его отъездом в Варшаву, куда он вернулся после окончания учёбы.
Во время польского восстания был назначен сотником гвардии. После подавления восстания с 1831 года руководил собственной скульптурной мастерской. В 1844—1862 годах профессор скульптуры и орнаментального рисунка в Школе изящных искусств в Варшаве. С 1865 года работал профессором Рисовальной школы в Варшаве. Потеря зрения в 1868 году заставила его отказаться от педагогической, художественной и общественной деятельности. Последние годы жизни провел в нищете и одиночестве.
Среди его учеников были: Анджей Прушинский, Болеслав Сиревич и Пий Велионский.
Является автором множества скульптурных работ на самые разные темы. Самые важные из них: статуя Русалки в Варшаве, неоготический надгробный памятник Александре и Станиславу Костке Потоцким в Вилянуве, памятник царским офицерам, погибшим во время польского восстания, и скульптурное украшение Большого театра в Варшаве.
Составил Каталог наружных мышц человеческого тела (1845).
Похоронен в Повонзковском кладбище (участок 177-I-24).